# 프란시스카 로하스

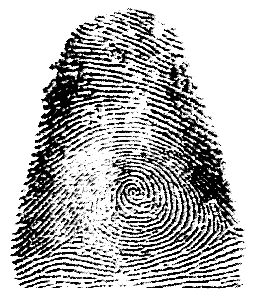
엄지손가락 지문

프란시스카 로하스(Francisca Rojas)는 세계 최초로 지문이 증거로 채택되어 유죄를 선고받은 범죄자이다.

## 개요
1892년 세계에서 최초로 지문을 이용해 살인혐의를 입증하여 유죄를 선고 받았다. 두 명의 아이를 죽였으며, 처음에는 이웃을 살인죄로 고발했으나 후에 범죄를 자백했다